# Пам'ятки археології Чернівецького району (Вінницька область)
У Чернівецькому районі Вінницької області під обліком перебуває 10 пам'яток археології.
| №   | Охоронний № | Найменування пам'ятки            | Пам'яток у комплексі | Адреса            | Дата (епоха)          | Дата відкриття або виявлення | Автори (дослід.)                  | Рішення про взяття під охорону |
| --- | ----------- | -------------------------------- | -------------------- | ----------------- | --------------------- | ---------------------------- | --------------------------------- | ------------------------------ |
| 1.  | 82          | Поселення черняхівської культури |                      | смт Чернівці      | II-IV ст. ст. н.е.    | 1989 р.                      | к. і. н. П. І. Хавлюк             | №14816.07.1992 р.              |
| 2.  | 528         | Скіфське городище                |                      | с. Вила – Ярузькі | VI-IV ст. ст. до н.е. | 1962 р.                      | археолог Д. Щербановський         | №31310.06.1971 р.              |
| 3.  | 520         | Поселення трипільської культури  |                      | с. Вила – Ярузькі | IV-III тис. до н. е.  | 1946 р.                      | західно-укр. археолог. експедиція | №31310.06.1971 р.              |
| 4.  | 517         | Поселення трипільської культури  |                      | с. Вила – Ярузькі | IV-III тис. до н.е.   | 1925 р.                      | археолог Д. Щербановський         | №31310.06.1971 р.              |
| 5.  | 533         | Могильник черняхівської культури |                      | с. Вила – Ярузькі | II-IV ст. ст. н.е.    | 1926 р.                      | археолог Д. Щербановський         | №31310.06.1971 р.              |
| 6.  | 51          | Поселення епохи бронзи           |                      | с. Мазурівка      | ІІ тис. до н.е.       | 1995 р.                      | М. В. Потупчик                    | №44322.12.1997 р.              |
| 7.  | 52          | Поселення черняхівської культури |                      | с. Саїнка         | II-IV ст. ст. н.е.    | 1995 р.                      | М. В. Потупчик                    | №44322.12.1997 р.              |
| 8.  |             | Поселення трипільської культури  |                      | с. Саїнка         | IV-III тис. до н. е.  | 2009 р.                      | к. і. н. Гаскевич Д.Л.            | щойно виявлена                 |
| 9.  |             | Поселення черняхівської культури |                      | с. Саїнка         | III-IV ст. ст. н.е.   | 2009 р.                      | к. і. н. Гаскевич Д.Л.            | щойно виявлена                 |
| 10. |             | Поселення трипільської культури  |                      | с. Скалопіль      | IV-III тис. до н. е.  | 2009 р.                      | к. і. н. Гаскевич Д.Л.            | щойно виявлена                 |
|     |             |                                  |                      |                   |                       |                              |                                   |                                |

## Джерело
- Пам'ятки Вінницької області